# Editorial Casals
Editorial Casals és una editorial barcelonina decana en l'edició de materiales dirigits a la infància, incloent còmics editats en català, com els de Massagran (1981-2002), de Ramon Folch i Camarasa i Josep Maria Madorell a partir de l'obra de Josep Maria Folch i Torres. A la seva pàgina web presenta la seva història de la següent manera:
Editorial Casals té una de les trajectòries amb més èxit del sector editorial del nostre país. Va ser fundada l'any 1870 per la família Casals, que continua sent la propietària actual de l'editorial, i des de llavors ha publicat més de 8.000 títols. Des dels inicis, Editorial Casals s'ha dedicat plenament a l'educació i la formació de persones, adaptant els continguts més innovadors i eficaços a les necessitats de cada moment. En l'actualitat, continua treballant i esmerçant esforços per contribuir a la innovació i a la qualitat de l'educació dels més joves, els quals, cal no oblidar-ho, són el futur de la nostra societat.
Entre les seves fites cal destacar que el 1918 va publicar els seus primers llibres tècnics i científics. L'any 1980 va començar la publicació dels còmics d'en Massagran. A 1992 adquireix Combel Editorial, un segell especialitzat en llibres infantils il·lustrats i el 1994, Magisterio Español, amb el que millora la seva presència a Espanya i a Amèrica. El 2006 obre la filial de Combel a Mèxic i llança el segell infantil/ juvenil Bambú.
A més de Massagran també ha publicat Pere Vidal (1986-2003) i Jep i Fidel (1989-1990), obres de Josep Maria Madorell, i les traduccions al català de Gil Pupil·la (1987-1991) i Benet Tallaferro (1988-1991).